# Ronde van Denemarken 2025
De 34e editie van de wielerwedstrijd Ronde van Denemarken vond plaats tussen 12 en 16 augustus 2025. De start was in Nexø, de finish in Silkeborg. De wedstrijd maakte deel uit van de UCI ProSeries 2025, met de categorie 2.Pro. De Deen Mads Pedersen won drie etappes en het eindklassement, waarmee hij Arnaud De Lie opvolgde als eindwinnaar.

## Etappe-overzicht
| Etappe | Datum       | Start      | Finish     | Type                | Afstand  | Winnaar           | Klassementsleider |
| ------ | ----------- | ---------- | ---------- | ------------------- | -------- | ----------------- | ----------------- |
| 1      | 12 augustus | Nexø       | Rønne      | Heuvelrit           | 178,3 km | Mads Pedersen     | Mads Pedersen     |
| 2      | 13 augustus | Rødovre    | Gladsaxe   | Vlakke rit          | 105,5 km | Søren Wærenskjold | Mads Pedersen     |
| 3      | 14 augustus | Kerteminde | Kerteminde | Individuele tijdrit | 14,3 km  | Jakob Söderqvist  | Mads Pedersen     |
| 4      | 15 augustus | Svendborg  | Vejle      | Heuvelrit           | 226,9 km | Mads Pedersen     | Mads Pedersen     |
| 5      | 16 augustus | Hobro      | Silkeborg  | Heuvelrit           | 157,4 km | Mads Pedersen     | Mads Pedersen     |

## Eindklassement
| Plaats     | Naam                 | Ploeg                  | Tijd      |
| ---------- | -------------------- | ---------------------- | --------- |
| Cyane trui | Mads Pedersen        | Lidl-Trek              | 15u08'16" |
| 2          | Jakob Söderqvist     | Lidl-Trek              | + 1'28"   |
| 3          | Niklas Larsen        | BHS-PL Beton Bornholm  | + 1'30"   |
| 4          | Lukáš Kubiš          | Unibet Tietema Rockets | + 1'50"   |
| 5          | Alec Segaert         | Lotto                  | + 1'59"   |
| 6          | Søren Kragh Andersen | Lidl-Trek              | + 2'04"   |
| 7          | Axel van der Tuuk    | Euskaltel-Euskadi      | + 2'27"   |
| 8          | Mattias Skjelmose    | Lidl-Trek              | + 2'31"   |
| 9          | Matyáš Kopecký       | Novo Nordisk           | + 2'34"   |
| 10         | Tibor Del Grosso     | Alpecin-Deceuninck     | + 2'36"   |

## Klassementsleiders na elke etappe
| Etappe 0     | Winnaar 0         | Algemeen klassement | Puntenklassement | Bergklassement  | Jongerenklassement | Ploegenklassement 0 |
| ------------ | ----------------- | ------------------- | ---------------- | --------------- | ------------------ | ------------------- |
| 1            | Mads Pedersen     | Mads Pedersen       | Mads Pedersen    | Conrad Haugsted | Conrad Haugsted    | Lidl-Trek           |
| 2            | Søren Wærenskjold | Mads Pedersen       | Mads Pedersen    | Conrad Haugsted | Conrad Haugsted    | Lidl-Trek           |
| 3            | Jakob Söderqvist  | Mads Pedersen       | Mads Pedersen    | Conrad Haugsted | Jakob Söderqvist   | Lidl-Trek           |
| 4            | Mads Pedersen     | Mads Pedersen       | Mads Pedersen    | Matias Malmberg | Jakob Söderqvist   | Lidl-Trek           |
| 5            | Mads Pedersen     | Mads Pedersen       | Mads Pedersen    | Marius Dahl     | Jakob Söderqvist   | Lidl-Trek           |
| 0Eindstanden | 0Eindstanden      | Mads Pedersen       | Mads Pedersen    | Marius Dahl     | Jakob Söderqvist   | Lidl-Trek           |

1. ↑  De groene trui werd in de tweede etappe gedragen door Julius Johansen, die vierde stond in het puntenklassement. In de derde, vierde en vijfde etappe werd de trui gedragen door Søren Wærenskjold, derde in het klassement.
2. ↑  De witte trui werd in de tweede etappe gedragen door Henrik Pedersen, die tweede stond in het jongerenklassement. In de derde etappe werd de trui gedragen door Steffen De Schuyteneer, tweede in het klassement.

1985 · 1986 · 1987 · 1988 · 1989-1994 · 1995 · 1996 · 1997 · 1998 · 1999 · 2000 · 2001 · 2002 · 2003 · 2004 · 2005 · 2006 · 2007 · 2008 · 2009 · 2010 · 2011 · 2012 · 2013 · 2014 · 2015 · 2016 · 2017 · 2018 · 2019 · 2020 · 2021 · 2022 · 2023 · 2024 · 2025
Ronde van Valencia ·
Ronde van Oman ·
Clásica de Almería ·
Figueira Champions Classic ·
Ronde van de Algarve ·
Ruta del Sol ·
Ardèche Classic ·
Drôme Classic ·
Kuurne-Brussel-Kuurne ·
Trofeo Laigueglia ·
Nokere Koerse ·
Milaan-Turijn ·
GP Denain ·
Bredene Koksijde Classic ·
Grote Prijs Miguel Indurain ·
Ronde van Hainan ·
Scheldeprijs ·
Brabantse Pijl ·
Ronde van de Alpen ·
Ronde van Turkije ·
Grote Prijs van de Morbihan ·
Tro Bro Léon ·
Klassiek Duinkerke-GP van de Hauts-de-France ·
Vierdaagse van Duinkerke ·
Ronde van Hongarije ·
Veenendaal-Veenendaal ·
Antwerp Port Epic ·
Boucles de la Mayenne ·
Ronde van Noorwegen ·
Ronde van Slovenië ·
Brussels Cycling Classic ·
Dwars door het Hageland ·
Mont Ventoux Dénivelé Challenge ·
Ronde van België ·
Ronde van Qinghai ·
Ronde van Wallonië ·
Ronde van Burgos ·
Arctic Race of Norway ·
Ronde van Denemarken ·
Circuit Franco-Belge ·
Ronde van Duitsland ·
Ronde van Groot-Brittannië ·
Maryland Cycling Classic ·
GP Industria & Artigianato-Larciano ·
Coppa Sabatini ·
Grote Prijs van Fourmies ·
Grote Prijs van Wallonië ·
Ronde van Luxemburg ·
Super 8 Classic ·
Ronde van Langkawi ·
Ronde van het Münsterland ·
Ronde van Emilia ·
Coppa Bernocchi ·
Ronde van de Drie Valleien ·
Ronde van Piemonte ·
Ronde van het Taihu-meer ·
Parijs-Tours ·
Ronde van Veneto ·
Japan Cup ·
Veneto Classic